# Les Salles-sur-Verdon
Les Salles-sur-Verdon – miejscowość i gmina we Francji, w regionie Prowansja-Alpy-Lazurowe Wybrzeże, w departamencie Var.
Według danych na rok 1990 gminę zamieszkiwały 154 osoby, a gęstość zaludnienia wynosiła 31 osób/km² (wśród 963 gmin regionu Prowansja-Alpy-W. Lazurowe Les Salles-sur-Verdon plasuje się na 648. miejscu pod względem liczby ludności, natomiast pod względem powierzchni na miejscu 799.).